# Manfred Eibl

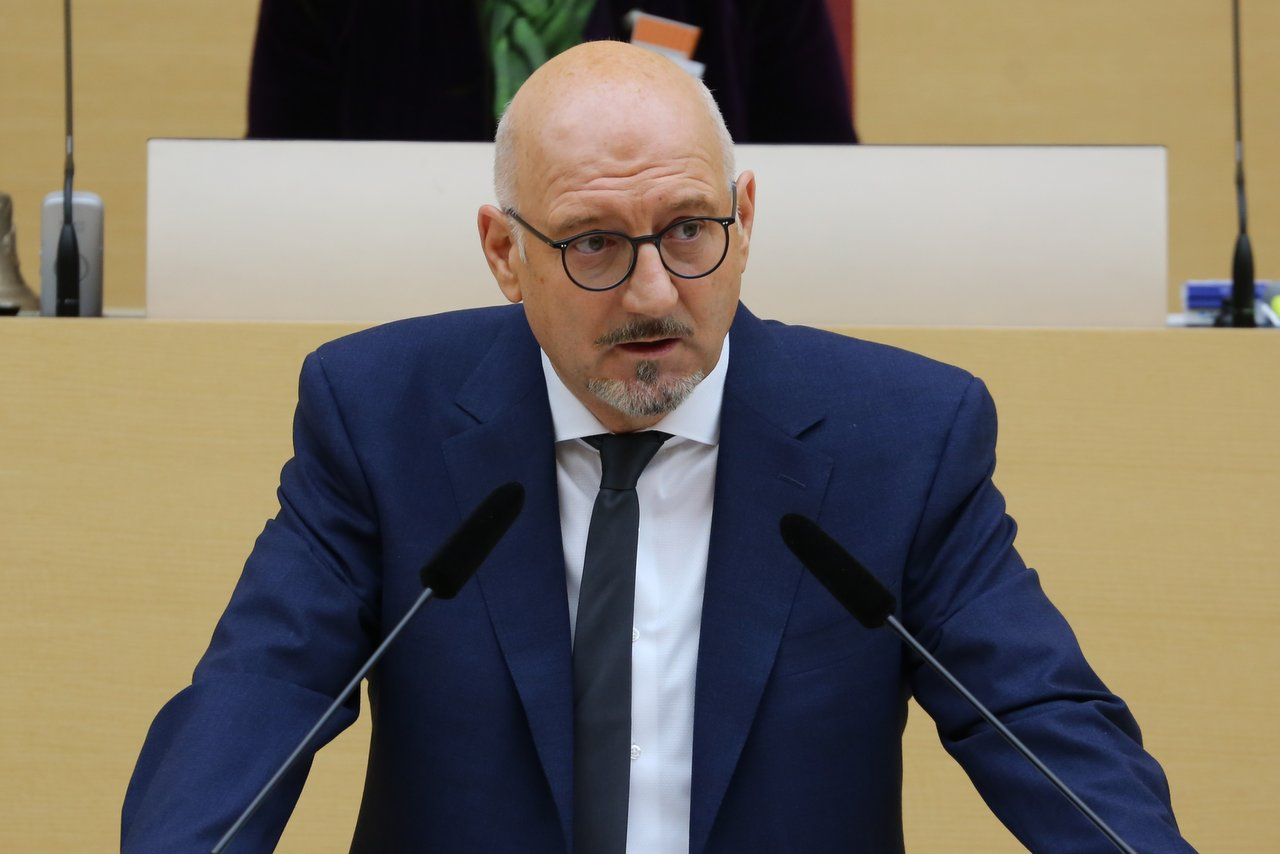
Manfred Eibl (02/2019)

Manfred Eibl (* 13. August 1960 in Perlesreut) ist ein deutscher Politiker (Freie Wähler) und Maschinenbauer. Von 2018 bis 2023 war er Mitglied des Bayerischen Landtags.

## Leben
Im Jahr 1975 machte Eibl den Mittleren Schulabschluss, danach absolvierte er von 1975 bis 1978 die Lehre zum Maschinenbauer. Nach seiner Ausbildung war er als Mitarbeiter im Bereich Produktionstechnologie für BMW tätig. Manfred Eibl amtierte von 2002 bis zu seiner Wahl in den Landtag 2018 als Bürgermeister seines Geburtsorts Perlesreut, in dem er auch aufwuchs. Er gehört seit 2008 dem Kreistag des Landkreises Freyung-Grafenau an und ist dort seit 2017 Fraktionssprecher der Christlichen Freien Wählergemeinschaft/Freie Wähler. 
Bei der Landtagswahl in Bayern 2018 erreichte er über die Liste des Wahlkreises Niederbayern mit den viertmeisten Stimmen ein Mandat im Landtag; er war Erststimmenbewerber des Stimmkreises Regen, Freyung-Grafenau. Eibl war Mitglied des Ausschusses für Wirtschaft, Landesentwicklung, Energie, Medien und Technologie und Stellvertretender Vorsitzender des Ausschusses für Wohnen, Bau und Verkehr im Bayerischen Landtag. Ferner war er Sprecher seiner Partei für Wirtschaft und Landesentwicklung sowie verkehrspolitischer Sprecher.
Zur Landtagswahl 2023 trat er nicht erneut an.
Eibl ist verheiratet und hat zwei Kinder. Er ist römisch-katholischer Konfession.